# Born This Way (Хор)
«Born This Way» (с англ. — «Рождённые такими») — восемнадцатый эпизод второго сезона и сороковой эпизод в целом американского музыкального телесериала «Хор». Премьера состоялась 26 апреля 2011 года на телеканале Fox, а длительность составила 90 минут вместо обычно 60-ти. Сценарий эпизода был написан Брэдом Фэлчаком, а режиссёром стал Альфонсо Гомес-Реджон. Название эпизода является отсылкой к одноимённой композиции Леди Гага, что стало второй данью уважения певице в истории «Хора» после трибьют-эпизода «Theatricality». События серии затрагивают сюжетную линию гомосексуала Курта Хаммела, который возвращается в школу МакКинли и пытается помочь школьному хулигану Дейву Карофски принять свою гомосексуальность, которую он скрывал за агрессивной гомофобией, послужившей причиной перевода Курта в академию Далтон. Помимо этого, Сантана, которая ранее призналась в своей нетрадиционной ориентации и любви к подруге Бриттани, решает объединиться с Карофски и получить титул королевы выпускного бала, пытаясь добиться расположения Бриттани.
Отзывы критиков о серии были преимущественно положительны, многие назвали её лучшей серией второго сезона. Несмотря на это, эпизод стал предметом критики нескольких консервативных деятелей средств массовой информации, которые выступают против изображения гомосексуальности в сериале. В музыкальном плане эпизод также был оценён положительно; помимо финальной кавер-версии композиции «Born This Way», в серии было исполнено восемь песен, включая «Somewhere Only We Know» группы Keane и «I’ve Gotta Be Me» из бродвейского мюзикла 1968 года ''Golden Rainbow'', и все композиции, кроме «Barbra Streisand», были выпущены в качестве синглов посредством цифровой дистрибуции, также вошли в альбомы Glee: The Music, Volume 6 и Glee: The Music Presents the Warblers, и занимали места в чартах. Некоторые из рецензентов отметили, что подборка музыкальных номеров стала одной из лучших за оба сезона сериала.
Согласно первоначальным подсчётам, эпизод посмотрели 8,62 млн американских зрителей, а процентный рейтинг по системе компании Nielsen составляет 3.4/11 в возрастном промежутке от 18 до 49 лет, что является самым низким показателем для сезона в целом. Изначально наиболее низкий уровень рейтинга был установлен в предыдущем эпизоде — «A Night of Neglect».

## Сюжет
Во время репетиции танцевального номера к грядущим национальным соревнованиям хоровых клубов экс-капитан футбольной команды и солист хора Финн Хадсон (Кори Монтейт) случайно ломает нос Рейчел Берри (Лиа Мишель). Доктор (Джордж Винер) предлагает Рейчел сделать ринопластику и исправить носовую перегородку, убеждая девушку как в эстетической, так и практической пользе операции. Она решает согласиться и выбирает в качестве примера нос подруги Финна и одной из хористок Куинн Фабре (Дианна Агрон), и обе поют попурри «I Feel Pretty/Unpretty» мюзикла Вестсайдская история и группы TLC. Финн и Пак (Марк Саллинг) пытаются убедить Рейчел отказаться от операции. Пак говорит, что её нос — пример её еврейской наследственности, а Курт Хаммел (Крис Колфер) приводит в пример певицу Барбру Стрейзанд, которая, несмотря на давление со стороны, на пике своей популярности отказалась хирургически исправлять форму носа. В одном из торговых центров Огайо они танцуют под композицию «Barbra Streisand» дуэта Duck Sauce вместе с Паком и другими участниками хора. В конечном итоге Рейчел решает отказаться от ринопластики.
Участница хора Сантана Лопес (Ная Ривера) пользуется тем, что Рейчел травмирована, чтобы указать на физические недостатки коллег по хору. С целью научить своих подопечных принимать себя такими, какие они есть, руководитель хора Уилл Шустер (Мэтью Моррисон) предлагает им поставить номер и исполнить его в футболках, на которых при помощи печатного станка каждый напечатает то, что считает своим недостатком. Шустер решает начать помогать Эмме Пиллсберри (Джейма Мейс) с её обсессивно-компульсивным расстройством, которая, в свою очередь, соглашается посещать психотерапевта доктора Шейн (Кэтлин Куинлан).
Сантана, которая скрывает, что является лесбиянкой, решает развернуть кампанию, призывая студентов голосовать за неё как за одну из кандидаток на роль королевы выпускного бала, в надежде добиться расположения своей подруги и возлюбленной Бриттани Пирс (Хизер Моррис), которая встречается с Арти Абрамсом (Кевин Макхейл). Случайно заметив, что Дейв Карофски (Макс Адлер) обратил внимание на Сэма Эванса (Корд Оверстит), Сантана догадывается, что Карофски скрывает свою ориентацию. Она придумывает план и объединяется с Карофски, шантажируя его аутингом и заставляя прекратить нападки и угрозы в адрес Курта, которые вынудили его уйти из школы. Она решает вернуть Курта в МакКинли и обеспечить ему безопасные условия для учёбы, а хору — сильного солиста и преимущество на национальных, что увеличило бы её шансы стать королевой бала. Вместе с Карофски они создают команду против насилия в школе и соглашаются молчать о своих сексуальных пристрастиях.
На совещании у директора Фиггинса (Икбал Теба) Карофски просит у Курта прощения в присутствии его отца Барта (Майк О’Мэлли). В разговоре наедине Курт узнаёт, что истинной причиной извинений стал план по повышению популярности Сантаны, однако, несмотря на это, он всё равно сожалеет, что отравлял жизнь Курта, и намерен бороться со школьным хулиганством. Курт соглашается вернуться в МакКинли, а хористы академии Далтон, где учился Курт, во главе с его возлюбленным Блейном Андерсоном (Даррен Крисс) поют в знак прощания композицию «Somewhere Only We Know» группы Keane на ступенях школы и в присутствии других учеников. Курт говорит Блейну, что не прекратит их отношения и будет видеться с ним после школы и по выходным. Вернувшись в «Новые горизонты», Курт исполняет песню «As If We Never Said Goodbye» из мюзикла «Бульвар Сансет».
Когда конкуренция между претендентками на корону выпускного увеличивается, Лоурен Зайзис (Эшли Финк) разворачивает кампанию с целью дискредитировать Куинн. Она узнаёт, что настоящее имя Куинн — Люси, и несколько лет назад она была школьным изгоем, которая значительно похудела и сделала коррекцию носа перед переходом в МакКинли. Лоурен пытается саботировать кампанию Куинн, развешивая по коридорам её детские фотографии, но добивается обратного эффета: популярность Куинн растёт, её начинают поддерживать девочки, которые считаются школьными изгоями. Лоурен просит прощения у Куинн, однако та воздаёт ей должное за решительность и гордость. Бриттани дарит Сантане футболку, которую она подготовила для номера, на которой написано «ливанка» (англ. lebanese), что стало ошибочным написанием слова «лесбиянка» (англ. lesbian). Бриттани просит Сантану принять себя и не скрываться, и если она действительно её любит, надеть футболку и выйти на сцену. Эпизод заканчивается исполнением композиции «Born This Way» в футболках с надписями: Арти — «четырёхглазый» (англ. four eyes); Бриттани — «у меня тупая [стрелка вверх](имеется в виду „тупая голова“)» (англ. I'm with stoopid, sic!); Финн — «не умею танцевать» (англ. can't dance); Курт — «любит парней» (англ. likes boys); Лоурен — «плохое поведение» (англ. bad attitude); Мерседес — «нет кудрей!» (англ. no weave!); Майк — «не умею петь» (англ. can't sing); Пак — «у меня тупой [стрелка вниз]» (англ. I'm with stupid); Куинн — «Люси-пампуси» (англ. Lucy caboosey); Сэм — «рыбий рот» (англ. trouty mouth); Тина — «карие глаза» (англ. brown eyes); Рейчел — «нос» (англ. nose). Во время песни Уилл Шустер появляется в футболке с надписью «раздвоенный подбородок» (англ. butt chin) Эмма Пилсберри появляется в футболке с надписью «ОКР» (англ. OCD), что стало принятием ею того факта, что её недуг является проблемой. За хором из зала вместе с Карофски наблюдает Сантана, одетая в подаренную Бриттани футболку.

## Реакция

### Отзывы критиков
Эпизод «Born This Way» был положительно воспринят множеством критиков. Эрика Фатерман из Rolling Stone и Сандра Гонсалес из Entertainment Weekly посчитали это прогрессом по сравнению с предыдущим эпизодом. В своём обзоре Фатерман выразила мнение, что эпизод «вышел очаровательным, остроумным и обрел в-самый-раз-смешные-чтобы-быть-приятными сюжетные линии, которых так не хватало в предсказуемой предыдущей серии». Она также дополнила: «Более того: девяносто минут эпизода пролетели незаметно». Роберт Каннинг, обозреватель сайта IGN, похвалил эпизод, дав ему рейтинг 8 из 10, что равносильно оценке «отлично». Он отметил, что эпизод был занимательным, но всё же полуторачасовая длительность была излишней. Эмили Яр из The Washington Post назвала увеличение длительности «кривым и неуместным» шагом. Несмотря на это, она похвалила сюжетные линии, назвав их «многообещающими». Она также отметила исполнение роли Рейчел, написав: «обычно лидер „Новых горизонтов“ Рейчел Берри — собирательный карикатурный образ всего раздражающего [...], но в этом эпизоде мы видим, как искренне она старается принять себя такой, какая она есть [...], чтобы и её возлюбленный, Финн, тоже полюбил её». На взгляд Бобби Хенкинсона из The Houston Chronicle, подача эпизода стала слабее. Реакция Эми Рейтер из Los Angeles Times на эпизод была положительной. В своём обзоре «Born This Way» она написала: «в девяностоминутном эпизоде много смеха, сердечности, несколько хороших уроков, присутствует развитие персонажей, есть несколько хороших номеров и не так уж и мало сюрпризов» .

Тодд ВанДерВерфф из The A.V. Club так же позитивно отозвался об эпизоде и дал ему оценку «B»: 
По крайней мере, до сего момента я не знал, каков будет вклад в шоу всех персонажей, кроме, пожалуй, двух вспомогательных. У сериала все еще есть проблемы с пониманием того, что же следует делать с таким количеством актёров […]. И, хотя я догадываюсь, к чему нас готовят, мне не кажется, что шоу сможет сказать что-нибудь интересное на этот счёт, помимо обычного поворота сюжета. Но во время просмотра „Born This Way“ я наконец-то ощутил, что […] этот второй сезон развивался целенаправленно и пытался рассказать историю, насыщенную эмоциями, но в то же время и юмористичную. Впервые за долгое время эпизод „Born This Way“ заставил меня почувствовать, что я могу сказать, что являюсь фанатом „Хора“ без миллиона уточнений.
Гари Миллс из The Florida-Times Union написал, что по его мнению, вокруг эпизода было излишне много шумихи, но в целом он не разочаровал. Реакция Бретта Берка из Vanity Fair была положительной, он отметил, что «фокусируясь на том, что делает этих очаровательных недотёп […] очаровательными недотёпами — а не поп-звёздами или школьными звёздами — сегодняшний эпизод […] напомнил нам, что это, вероятно, то, что они являются детьми». Мэтт Золлер из ''Salon'' признал эпизод хорошим. На его взгляд, эпизод был «эпической историей о герое, который возвращается домой из долгого путешествия, безмятежно вышагивает по залам, которые когда-то пугали его, и исполняет номера так умело и искренне, что его друзья смотрят на него глазами, полными восхищения и любви», намекая тем самым на возвращение Курта Хаммела в МакКинли и преображение Дейва Карофски. По мнению Золлера, «Born This Way» был лучшим эпизодом сериала на тот момент. Эли Семигрен с MTV отозвалась об эпизоде двояко. Она критиковала резкую смену сюжетных линий и выразила мнение, что серия «была благородным стремлением», но «сработала не совсем так, как было задумано». Рэймунд Фландес из The Wall Street Journal сказал, что эпизод «прошёл как по нотам». Он также добавил: «Вечер был богат сокровищами: ясное послание, остроумный ответ […], прекрасная проработка персонажей и тщательно подобранные песни, несущие эмоциональную нагрузку».

Несколько критиков похвалили развитие персонажа Сантаны. Хенкинсон написал: «Давайте сначала о том, что мне понравилось. О Боже, Сантана. Это как если бы все писатели сели в одной комнате, выбрали лучшие реплики сегодняшнего эпизода и разом решили бы отдать их Сантане. Фантастика». ВанДерВерфф назвал Сантану центром эпизода. 
Лучшее в этом эпизоде — исполнение Наей Риверой роли Сантаны и история, которую три писателя навертели для неё. Ривера определенно нашла себя в этом сезоне. Превратившись из стандартного раздражительного черлидера в подлинного персонажа со своей мотивацией, который мог бы стать лучшим злодеем для шоу, чем Сью. […] В сериале, где мы должны принимать персонажей делающими всё, что писатели считают необходимым, от сцены к сцене, сюжетная линия Сантаны, понимающей, что она влюблена в Бриттани и […], возможно, является лесбиянкой, была хорошо спланирована и отличалась необычной глубиной. Это открытие не уничтожило менее пикантные качества Сантаны; более того — оно даже подняло их на новый уровень, поскольку она старается быть честной с собой и в то же время старается сохранить свой статус самой привлекательной девушки в школе.
Дженна Муллинс из ''E! Online'' отметила, что внутренний монолог Сантаны был интереснее, чем некоторые из произнесенных вслух монологов других персонажей шоу. Также она написала: «Этот эпизод закрепил мою любовь к ней. Оскорбительный плевок в начале эпизода был поразительно жалок». Лиза Респерс Франс из CNN посчитала Сантану значимой для эпизода: «Она приняла свою внутреннюю лесбиянку […] и выдала лучшее [из реплик], например, вот: „единственное натурально во мне то, что я очень натуральная сука“. Это наверняка вам понравится».
Некоторые критики негативно отреагировали на эпизод. Скотт Пирс из ''The Salt Lake Tribune'' выразил опасения, что шоу прыгнуло через акулу [миновало пик успешности] на этом эпизоде. Ему также показалось, что в сюжетной линии Курта было несколько весомых недочетов и что идеи перепутались. Эпизод получил критику со стороны ряда реакционеров, которые нашли изображение гомосексуальности резким. В интервью для ABC News консервативный критик средств массовой информации Ден Гейнор заявил, что для Райана Мёрфи это было «последней развратной инициативой по продвижению своей гомосексуальной тематики». Также он дополнил: «Это взгляд исключительно Райана Мёрфи, а не большей части Америки, на то, как должно проходить взросление. Это школа, в которую большая часть родителей не захочет отдавать своих детей».